# 2022年亚洲运动会马尔代夫代表团
2022年亚洲运动会马尔代夫代表团是马尔代夫所派出的，參加因2019冠狀病毒病疫情而延期至2023年舉辦的第19屆亞洲運動會的代表團。这是该国第十一次参加亚洲运动会。马尔代夫队在该届亚运共计派出75名运动员参加9个大项的比赛。开幕式旗手为篮球运动员Shameem Fathimath E Hau和游泳运动员Imaan Ali。马尔代夫在该届亚运与不丹、东帝汶和也门一样未能获得任何奖牌。